# Manuela Giugliano
Manuela Giugliano, née à Castelfranco Veneto le 18 août 1997, est une footballeuse internationale italienne, qui joue au poste de milieu de terrain à l'AS Rome.

## Carrière en club
Manuela Giugliano a joué pour l'ACFD Pordenone avant de rejoindre l'ASD Torres Calcio en 2014. L'année suivante, elle signe pour ASD Mozzanica. 
Le 22 septembre 2016, elle signe pour l'AGSM Verona et rejoint l'ACF Brescia en 2017.
Après une saison presque complète à Brescia, elle s'engage avec l'AC Milan, avant d'être transférée à la Roma où elle effectue des performances jusqu'ici excellentes.

## Carrière internationale

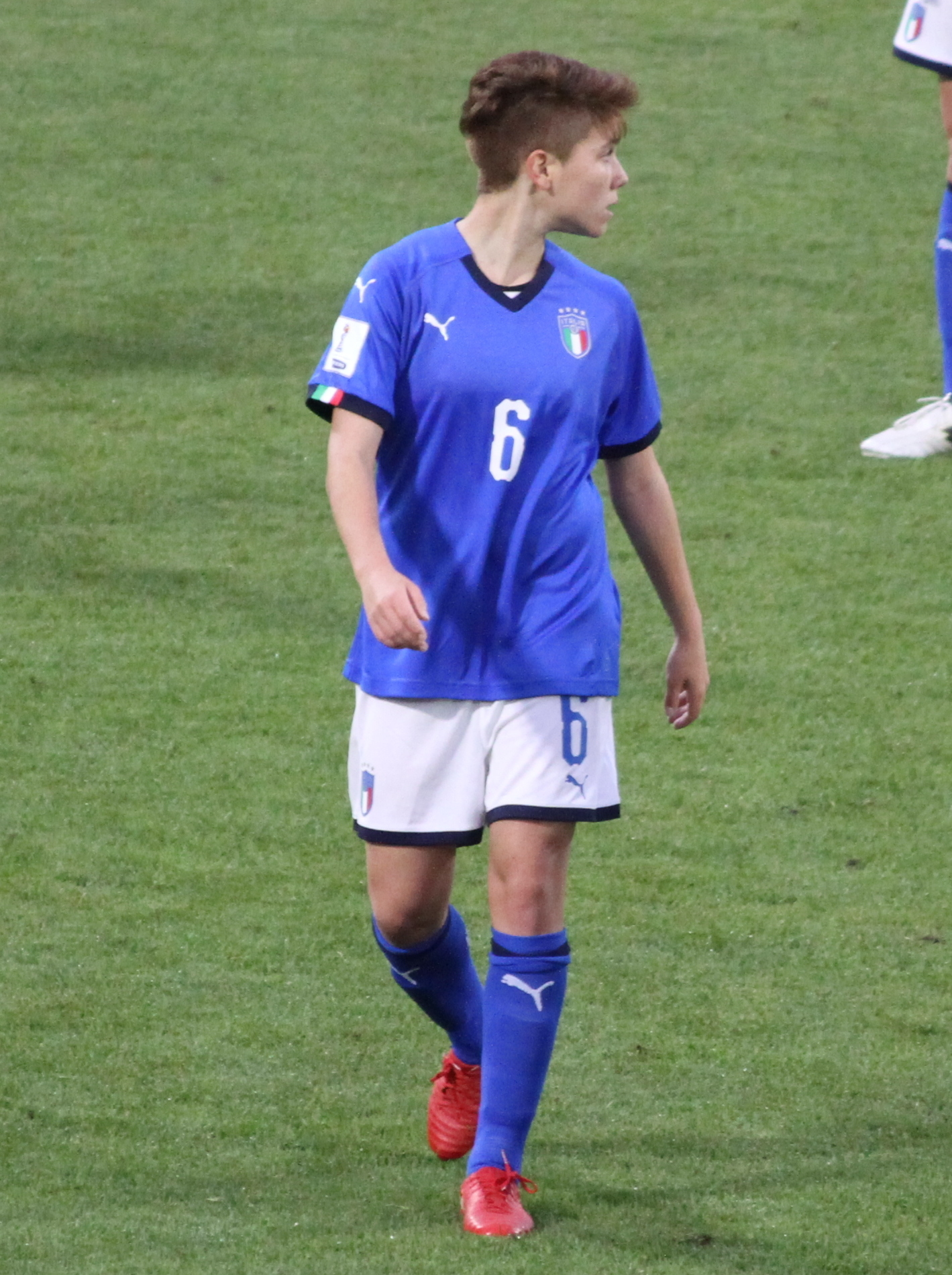
Manuela Giugliano lors du match Italie-Belgique le 10 avril 2018 au stade Paolo Mazza de Ferrare.

Manuela Giugliano est convoquée pour la Coupe du monde féminine des moins de 17 ans de la FIFA de 2014, et dispute six matches et marque trois buts puis elle est appelée en équipe nationale des moins de 17 ans en vue du Championnat féminin de 2014. Elle fait ses débuts par une victoire 2 à 1 contre l'Ukraine le 25 octobre 2014. Elle marque son premier but international lors d'une victoire 6-1 contre la Géorgie le 18 septembre 2015, marquant à la 23e minute.
Antonio Cabrini la sélectionne pour l'Euro 2017.
En 2019, elle fait partie des 23 joueuses retenues afin de participer à la Coupe du monde organisée en France.

## Palmarès

### Brescia Calcio
Supercoupe d'Italie2017

### AS Roma
Championnat d'Italie2023, 2024
Coupe d'Italie2021, 2024
Supercoupe d'Italie2022

### Italie U17
3e Coupe du monde féminine U17 de la FIFA
2014
3e Championnat d'Europe féminin des moins de 17 ans de l'UEFA
2014